# Чельдиевы
Че́льдиевы (осет. Челдытæ, груз. გელდიშვილი) — осетинская (туальская) фамилия.

## Происхождение
Чельдиевы считаются первопоселенцами селения Згил, расположенного в глубине Мамисонского ущелья. Согласно фамильному преданию они пришли сюда из алагирского села Назгин (осет. Нæзыджын), в котором остались жить их родственники Мзоковы и Купеевы. В Згиле фамилии Чельдиевых принадлежит несколько оборонительных сооружений, жилая башня (осет. гæнах) и две боевые башни (осет. мæсыг).

## Генеалогия
Арвадалта
Купеевы, Мзоковы

### Генетическая генеалогия
196024 — Cheldiev — G2a1a1a1b1 (DYS505=9, YCAII=19,21, DYS438=9, DYS391=9, DYS455=11)
Чельдиев (2) — G2-P18 > G2a1a1a1a1a1a1a1a2a (Z7947)
Чельдиев (2) — G2-P18 > G2a1a1a1a (DYS505=9, YCAII=19,21, DYS391=11)

## Известные представители
- Александр Хаджумарович Чельдиев (1928) — заслуженный геолог, второй секретарь обкома КПСС. Почетный гражданин г. Алагир.
- Вадим Казбекович Чельдиев (1981) — оперный певец (баритон) и хореограф, заслуженный артист Северной Осетии
- Виталий Анатольевич Чельдиев (1964) — депутат Парламента РСО-Алания пятого и шестого созывов.
- Георгий Амурханович Чельдиев — начальник управления муниципального имущества и земельных ресурсов АМС Владикавказа.